# 鹿児島県道・宮崎県道109号飯野松山都城線
鹿児島県道・宮崎県道109号飯野松山都城線（かごしまけんどう・みやざきけんどう109ごう いいのまつやまみやこのじょうせん）は、鹿児島県志布志市から宮崎県都城市に至る一般県道である。

## 概要
鹿児島県志布志市有明町伊崎田から宮崎県都城市甲斐元町に至る。
起点の志布志市有明町から鹿児島県道63号志布志福山線を利用することで志布志港・宮崎県串間市方面へ、曽於広域農道（そお街道）を利用することで大崎町・鹿屋市方面へ向かうことができる。
都城志布志道路のうち梅北ICから有明北ICまでの区間にあたる梅北工区、末吉道路、末吉松山有明道路は県道109号として整備される。

### 路線データ
- 起点：鹿児島県志布志市有明町伊崎田（有明北IC、鹿児島県道63号志布志福山線交点）
- 終点：宮崎県都城市甲斐元町（甲斐元交差点、国道10号交点）

## 歴史
- 1959年（昭和34年）
  - 6月1日 - 宮崎県告示第226号により宮崎県側の路線認定[1]。
  - 6月10日 - 鹿児島県告示437号により鹿児島県側の路線認定[2]。

## 路線状況

### 重複区間
- 鹿児島県道71号垂水南之郷線（鹿児島県曽於市末吉町南之郷）

## 地理

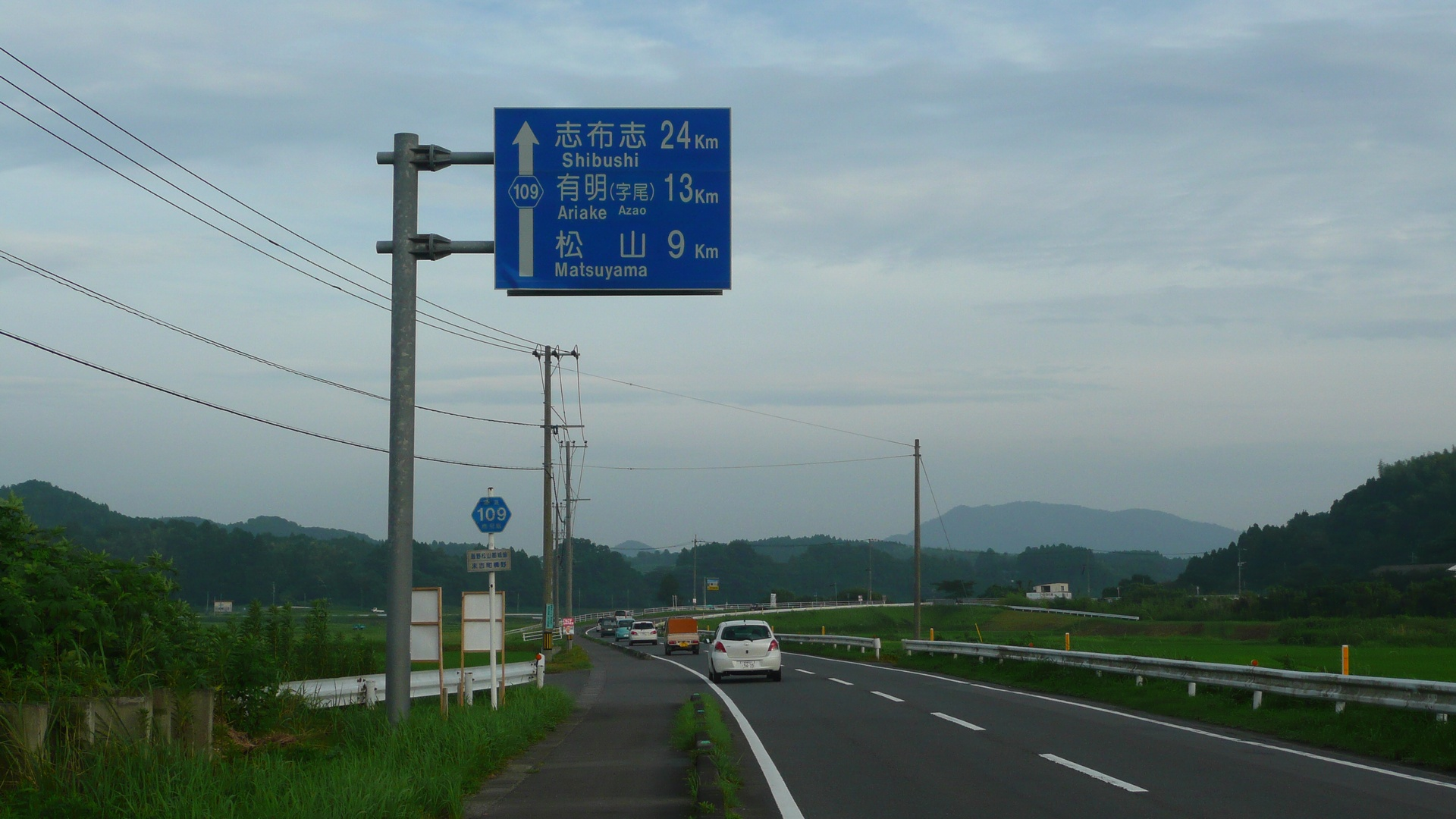
曽於市末吉町（志布志市方面）

### 通過する自治体
- 鹿児島県
  - 志布志市
  - 曽於市
- 宮崎県
  - 都城市

### 交差する道路
| 交差する道路                                             | 都道府県名 | 市町村名 | 交差する場所 | 交差する場所        |
| -------------------------------------------------------- | ---------- | -------- | ------------ | ------------------- |
| 鹿児島県道63号志布志福山線                               | 鹿児島県   | 志布志市 | 有明町伊崎田 | 有明北IC / 起点     |
| 宮崎県道・鹿児島県道110号塗木大隅線                      | 鹿児島県   | 志布志市 | 松山町新橋   | 松山IC              |
| 鹿児島県道71号垂水南之郷線 重複区間起点                  | 鹿児島県   | 曽於市   | 末吉町南之郷 | 末吉IC              |
| 鹿児島県道71号垂水南之郷線 重複区間終点                  | 鹿児島県   | 曽於市   | 末吉町南之郷 |                     |
| 鹿児島県道503号見帰二之方線                              | 鹿児島県   | 曽於市   | 末吉町南之郷 |                     |
| 鹿児島県道・宮崎県道109号飯野松山都城線 / 都城志布志道路 | 宮崎県     | 都城市   | 梅北町       | 金御岳IC            |
| 宮崎県道12号都城東環状線                                 | 宮崎県     | 都城市   | 梅北町       | 都城市梅北交差点    |
| 国道10号                                                 | 宮崎県     | 都城市   | 甲斐元町     | 甲斐元交差点 / 終点 |

### 沿線
- 都城市立梅北小学校
- 都城聖ドミニコ学園高等学校